# Saint-Martin-sur-Écaillon
Saint-Martin-sur-Ecaillon – miejscowość i gmina we Francji, w regionie Hauts-de-France, w departamencie Nord.
Według danych na rok 1990 gminę zamieszkiwały 454 osoby, a gęstość zaludnienia wynosiła 86 osób/km² (wśród 1549 gmin regionu Nord-Pas-de-Calais Saint-Martin-sur-Ecaillon plasuje się na 813. miejscu pod względem liczby ludności, natomiast pod względem powierzchni na miejscu 657.).